# Оберлангенегг
Оберлангенегг (нім. Oberlangenegg) — громада  в Швейцарії в кантоні Берн, адміністративний округ Тун.

## Географія
Громада розташована на відстані близько 28 км на південний схід від Берна.
Оберлангенегг має площу 9,2 км², з яких на 4,6% дозволяється будівництво (житлове та будівництво доріг), 45,3% використовуються в сільськогосподарських цілях, 49,2% зайнято лісами, 0,9% не є продуктивними (річки, льодовики або гори).

## Демографія
2019 року в громаді мешкало 464 особи (-5,1% порівняно з 2010 роком), іноземців було 1,5%. Густота населення становила 51 осіб/км².
За віковим діапазоном населення розподілялося таким чином: 23,3% — особи молодші 20 років, 55,8% — особи у віці 20—64 років, 20,9% — особи у віці 65 років та старші. Було 194 помешкань (у середньому 2,3 особи в помешканні).
Із загальної кількості 260 працюючих 92 було зайнятих в первинному секторі, 57 — в обробній промисловості, 111 — в галузі послуг.